# Jadźńa

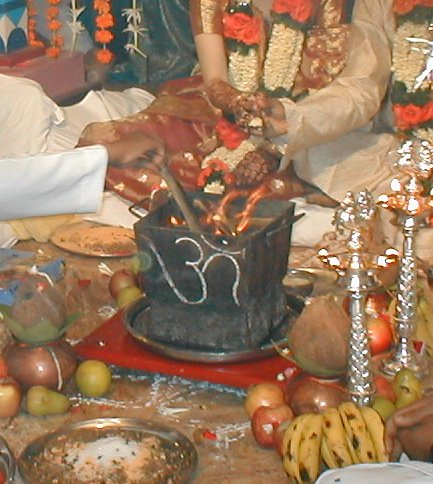
Jadźńa odprawiana podczas ślubu hinduskiego

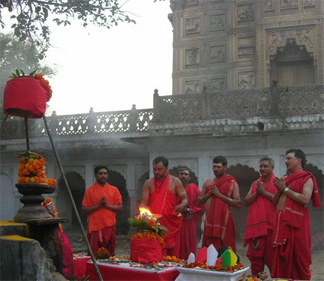
Jadźńa w świątyni w Waranasi

Jadźńa (dewanagari यज्ञ, trl. yajńa, ang. Yajna) – dosłownie "ofiara"; rytuał ofiarny w tradycji wedyjskiej hinduizmu. Wedle nauk hinduistycznych, Jaźń czy Dusza (Purusza, Atman) ma naturę ofiarnika i ofiary, stąd pogląd, że ktoś kto urzeczywistnia duszę, Jaźń jest zawsze skłonnym i do wypełniania ofiarnych rytuałów czy ceremonii i do wewnętrznej ofiary z własnego życia dla wyższych duchowych czy religijnych celów. Dodatkowo uważa się, że owa dusza, Jaźń ma naturę ogniową, stąd towarzystwo rzeczywistego ognia w czasie rytów, nabożeństw ofiarnych. Wszelkie ofiary w hinduizmie składane są bóstwom, bogom i boginiom, czyli dewom, brahmanowi, przodkom, ubogim i bezdomnym oraz zwierzętom. 
Wyrzeczenie się czegoś dla bóstwa nazywane jest jaga, a ofiarowanie tegoż w ogień zwane jest homa. 
Kapłan ofiarnik, który wkłada czy wlewa ofiarę do ognia zwie się ardhwarju. 

Do najbardziej rozpowszechnionych rytów wedyjskiej ofiary w Europie należy agnihotra i stowarzyszone ceremonie. 
Ryt popularnej agnihotry kwalifikuje się do typu dewajadźńa, jako składany wprost dla Agnidewy, boga Ognia. 
Jednakże, tradycja wedyjska hinduizmu zaleca pańćamahajadźńa (pięć rytów ofiarnych).
Istnieje wiele rozmaitych okazjonalnych ceremonii ogniowych ofiar jak :
- daśapurnamasja z okazji nowiu oraz pełni księżyca czy
- ćaturmasja zwana ofiarą czterech miesięcy, od składania jej co cztery miesiące.